# Güçlükonak
Güçlükonak (kurdisch: Basê, ehemals auch als Haraniferho bekannt) ist eine türkische Stadt und ein Landkreis in der Provinz Şırnak in Südostanatolien. In der Stadt leben etwa 36 Prozent der Bevölkerung des Landkreises.
Seit 1990 ist Güçlükonak als Landkreis Teil der Provinz Şırnak (Gesetz Nr. 3644), davor gehörte er zur Provinz Siirt (Kreis Eruh). Der bevölkerungsärmste Kreis liegt im Nordwesten der Provinz und grenzt an die Provinzen Siirt und Mardin. Der türkische Name Güçlükonak bedeutet in etwa Stark [befestigte] Herberge.
Ende 2020 gehören zum Landkreis neben der Kreisstadt noch die Stadt (Belediye) Fındık (2.403 Einw.) sowie 19 Dörfer, von denen das größte (Boyuncuk) 857 Einwohner hat. Die Durchschnittsbevölkerung jedes Dorfes beträgt 297 Einwohner, dies ist der niedrigste Durchschnitt in der Provinz. Sieben Dörfer haben mehr Einwohner als der Durchschnitt, sechs weniger als 100 Einwohner.
Das Terrain ist stark gebirgig, der höchste Gipfel im Landkreis ist der Kale. An Vegetation gibt es nur wenig Wald, der hauptsächlich aus Eichen und Tannen besteht. Das größte Gewässer ist der Tigris, der einen Teil der Landkreisgrenze bildet.